# تومانی دیاگوراگا
تومانی دیاگوراگا (انگلیسی: Toumani Diagouraga؛ زادهٔ ۱۰ ژوئن ۱۹۸۷) بازیکن فوتبال اهل فرانسه است.
از باشگاه‌هایی که در آن بازی کرده‌است می‌توان به باشگاه فوتبال پیتربورو یونایتد، باشگاه فوتبال پورتسموث، باشگاه فوتبال لیدز یونایتد، باشگاه فوتبال سوئیندون تاون، باشگاه فوتبال روترهام یونایتد، باشگاه فوتبال برنتفورد، باشگاه فوتبال پاری سن ژرمن، باشگاه فوتبال واتفورد، و باشگاه فوتبال هرفورد یونایتد اشاره کرد.